# Sirens (álbum de Sublime with Rome)
Sirens es el segundo álbum de estudio de la banda de rock Sublime with Rome, que será lanzado el 17 de julio de 2015. Es el primer álbum sin el baterista original Bud Gaugh y el segundo álbum desde el original Sublime, disuelta en 1996, debido a la muerte del cantante y guitarrista Bradley Nowell. De acuerdo con las notas, el álbum muestra una fresca y renovada banda retomando el estilo de los primeros discos. Después de la ruptura, sus miembros sobrevivientes, Eric Wilson y Bud Gaugh reformaron Sublime en 2009 casi por accidente, con Rome Ramírez en reemplazo de Nowell.

## Listado de canciones
| N.º | Título                       | Duración |  |
| 1.  | «Sirens (feat. Dirty Heads)» | 3:15     |  |
| 2.  | «Wherever You Go»            | 3:31     |  |
| 3.  | «Brazilia»                   | 3:25     |  |
| 4.  | «House Party»                | 3:31     |  |
| 5.  | «Been Losing Sleep»          | 3:40     |  |
| 6.  | «Promise Land Dub»           | 5:26     |  |
| 7.  | «Best of Me»                 | 2:17     |  |
| 8.  | «Put Down Your Weapon»       | 2:11     |  |
| 9.  | «Run and Hide»               | 1:15     |  |
| 10. | «Skankin»                    | 2:18     |  |
| 11. | «Gasoline»                   | 3:04     |  |

## Personal
- Rome Ramírez - vocales, guitarra
- Eric Wilson - bajo
- Josh Freeze - batería, percusión